# Грилльбю
Грилльбю (швед. Grillby) — населённый пункт в муниципалитете Энчёпинг, лёна Уппсала в Швеции.
В 2010 году население составляло 972 человека.
В 1988 году в Грилльбю был основан первый женский православный монастырь в честь святой Филофеи Афинской.